# جين هاريس (كاتبة)
جين هاريس (بالإنجليزية: Jane Harris)‏ هي كاتبة سيناريو بريطانية، ولدت في 1961 في بلفاست في المملكة المتحدة.

## وصلات خارجية
- الموقع الرسمي
- جين هاريس على موقع IMDb (الإنجليزية)